# Gabriele Rippl
Gabriele Rippl (* 1. Februar 1962 in Ravensburg, Baden-Württemberg) ist eine deutsch-schweizerische Literaturwissenschaftlerin.

## Werdegang
Rippl studierte ab 1981 englische, amerikanische sowie deutschsprachige Literatur an der Universität Konstanz, wo sie 1995 mit einer Arbeit zum Thema Lebenstexte: Literarische Selbststilisierungen englischer Frauen in der frühen Neuzeit promovierte. Nach ihrer Promotion war sie als wissenschaftliche Assistentin von Aleida Assmann am Lehrstuhl für Anglistische und Allgemeine Literaturwissenschaft und habilitierte sich 2001 mit einer Arbeit zu Intermedialität und Ekphrasis (Text-Bild-Beziehungen) in der anglo-amerikanischen Literatur des 19. und 20. Jahrhunderts.
2002 erhielt Gabriele Rippl Rufe auf Lehrstühle an den Universitäten Bielefeld und Göttingen. Sie war von 2003 bis 2005 Professorin für Englische Literatur- und Kulturwissenschaft an der Universität Göttingen sowie stellvertretende Direktorin des Center for Comparative Studies. Seit 2005 ist Rippl Direktorin des Department of English der Universität Bern und leitet als ordentliche Professorin die Abteilung für Nordamerikanische Literatur und Kultur. 2007 bis 2015 war sie Präsidentin des Collegium generale der Universität Bern; von 2019 bis 2021 hatte sie das Amt der Vizedekanin und Senatorin der Philosophisch-historischen Fakultät inne, von 2021 bis 2023 war sie Dekanin und Senatsmitglied der Philosophisch-historischen Fakultät der Universität Bern.
Gabriele Rippl war von 2010 bis 2018 Mitglied der Kommission Bildung der Schweizerischen Studienstiftung.
Gabriele Rippl ist in verschiedensten Forschungsgremien des Schweizerischen Nationalfonds aktiv: 2019 wurde sie zur Forschungsrätin Literaturwissenschaft in der Abteilung Geistes- und Sozialwissenschaften gewählt und übernahm 2020 den Vorsitz des Fachausschusses Karrieren des SNF. 2019 bis 2023 war sie Mitglied des Präsidiums des Nationalen Forschungsrats. Ab 2023 ist sie Mitglied des Hochschulrats der Justus-Liebig-Universität Giessen. Sie ist zudem als Mitglied des Auswahlgremiums für Stipendien der Berrow Foundation, Lincoln College, Oxford, aktiv. 2020 wurde sie zum Mitglied der Academia Europaea gewählt.

## Forschungsschwerpunkte
Zu Gabriele Rippls Forschungsschwerpunkten gehören Intermedialität (mit besonderem Schwerpunkt auf Text-Bild-Beziehungen, Ekphrasis und Öko-Ekphrasis), die Environmental Humanities, anglophone Weltliteraturen sowie Themen der kulturellen Nachhaltigkeit.

## Schriften (Auswahl)
- Verbal-Visual Configurations in Postcolonial Literature: Intermedial Aesthetics (mit Birgit Neumann). London, Routledge, 2020.
- Beschreibungs-Kunst: Zur intermedialen Poetik angloamerikanischer Ikon-Texte (1880–2000), München, Fink, 2005.
- Lebenstexte: Literarische Selbststilisierungen englischer Frauen in der frühen Neuzeit, München, Fink, 1998.
- Handbook of Intermediality, Berlin/Boston, De Gruyter, 2015.
- Torsten Meireis / Gabriele Rippl (Hrsg.): Cultural Sustainability: Perspectives from the Humanities and Social Sciences, London, Routledge, 2019.
- Gabriele Rippl / Tiina Kirss / Philipp Schweighauser / Therese Steffen / Margit Sutrop (Hrsg.): Haunted Narratives: Life Writing in an Age of Trauma, Toronto, Toronto UP, 2013.
- Christian Emden / Gabriele Rippl (Hrsg.): Imagescapes: Studies in Intermediality, Oxford/Bern, Peter Lang, 2010.
- Stefan Helgesson / Birgit Neumann / Gabriele Rippl (Hrsg.): Handbook of Anglophone World Literatures, Berlin/Boston, De Gruyter, 2020.
- Gabriele Rippl / Simone Winko (Hrsg.): Metzler Handbuch Kanon und Wertung, Stuttgart/Weimar, Metzler, 2013.
- Intermediality and Remediation. In: Stefan Helgesson / Birgit Neumann / Gabriele Rippl (Hrsg.): Handbook of Anglophone World Literatures, Berlin/Boston, De Gruyter, 2020, S. 209–225.
- Kulturwissenschaft [Kulturelle Nachhaltigkeit]. In: Ursula Kluwick und Evi Zemanek (Hrsg.): Nachhaltigkeit interdisziplinär. Konzepte, Diskurse, Praktiken. Ein Kompendium, Wien/Köln/Weimar, Böhlau / UTB 2019, S. 312–329.
- Ekphrasis. In: The Oxford Research Encyclopedia of Literature, Oxford, Oxford University Press. Article published June 2019. doi:10.1093/acrefore/9780190201098.013.1057.
- Postcolonial Ekphrasis in the Contemporary Anglophone Indian Novel. In: Gabriele Rippl (Hrsg.): Handbook of Intermediality, De Gruyter Handbook Series: Handbooks of English and American Studies: Text and Theory, Berlin/Boston, De Gruyter, 2015,  128–155.
- Feminist Voices around 1900: Kate Chopin’s ‘Désirée’s Baby’ and Charlotte Perkins Gilman’s ‘The Yellow Wall-Paper. In: Michael Basseler / Ansgar Nünning (Hrsg.): A History of the American Short Story: Genres – Classics – Model Interpretations, Trier, Wissenschaftlicher Verlag Trier, 2011, 157–170.